# Гомініди (роман)
Гомініди (англ. Hominids) — науково-фантастичний роман канадського письменника Роберта Дж. Соєра. Вперше опублікований у журналі Analog Science Fiction and Fact, надрукований у 2002 році видавництвом Tor Books, він отримав премію Г'юго у 2003 році.
Цей роман є першим у трилогії «Неандертальський паралакс», за яким йдуть: Люди (роман) (Humans, 2003) і Гібриди (роман) (Hybrids 2003).

## Сюжет
Події відбуваються у Садберійській нейтринній обсерваторії у Великому Садбері, Канада. Один із мешканців паралельної реальності, місцевий вчений Понтер Боддіт, потрапляє у наш світ через міжвимірну щілину (згенеровану квантовим комп'ютером). У його світі люди вимерли, а неандертальці вижили.
Водночас у світі неандертальців помічають зникнення вченого, а його напарника Адікора Хульда звинувачують у вбивстві через відсутність інших версій. Щоб довести свою невинуватість, чоловік пропонує повторити експеримент. Повтор вдається, і неандерталець повертається у свій світ.

## Головні персонажі
Люди (гліксіни)
- Мері Воган
- Корнеліус Раскін
- Рубен Монтего
- Луїза Бенуа

Неандертальці (барастийці)
- Понтер Боддіт
- Адікор Хульд
- Джасмель Кет
- Мега Бек
- Даклар Болбай
- Гачок (комп'ютер)